# ابی دالکمپر
ابی دالکمپر (انگلیسی: Abby Dahlkemper؛ زادهٔ ۱۳ مهٔ ۱۹۹۳) بازیکن فوتبال اهل ایالات متحده آمریکا است.
از باشگاه‌هایی که در آن بازی کرده‌است می‌توان به وسترن نیویورک فلش و باشگاه فوتبال اورنج کانتی بلوز اشاره کرد.
وی همچنین در تیم ملی فوتبال زنان ایالات متحده آمریکا بازی کرده‌است.